# Las Ibéricas F.C.
Las Ibéricas F.C. es una película española dirigida por Pedro Masó en 1971. 
Se trata de una comedia ligera, del estilo o subgénero costumbrista sexy, que responde a los cánones del cine español de la época. Además de los actores principales, cuenta con breves apariciones, o incluso cameos, de algunos de los más populares intérpretes del momento.

## Sinopsis
Las Ibéricas F.C. es un equipo de fútbol femenino que causa sensación en el mundo del balompié, más que por sus habilidades deportivas, por sus atractivos físicos para el público masculino. Cada una de las componentes del conjunto sufre una diferente y peculiar situación sentimental, derivada de su nueva actividad deportiva.

## Reparto
- Rosanna Yanni ... Chelo, jugadora Ibéricas F.C. (núm. 11)
- Ingrid Garbo ... Luisa, jugadora Ibéricas F.C. (núm. 9)
- Claudia Gravy ... Menchu, jugadora Ibéricas F.C. (núm. 8)
- Puri Villa ... Julia, jugadora Ibéricas F.C. (núm. 6)
- Tina Sainz ... Loli, jugadora Ibéricas F.C. (núm. 4)
- Fernando Fernán Gómez ... Federico
- Manolo Gómez Bur ... Bernardino, entrenador
- Antonio Ferrandis ... Don Gregorio
- José Sacristán ... Bonilla, el masajista
- Rafael Alonso ... Don Juan, director del Banco
- Simón Andreu ... Luis
- Máximo Valverde ... Moncho
- Pedro Osinaga ... Psiquiatra
- Francisco Marsó ... Enrique
- Margot Cottens ... Doña Josefa Moncayo
- Rafaela Aparicio ... Rosalía, madre de Loli
- Manuel Zarzo ... Padre hincha con su hijo
- Luis Sánchez Polack (Tip) ... Emiliano
- José Luis Coll (Coll) ... Antolín
- Encarnación Peña Gómez ("La Contrahecha") ... Piluca, jugadora Ibéricas F.C. (núm. 7)
- María Kosty (María Kosti) ... Tere, jugadora Ibéricas F.C. (núm. 5)
- Colette Giacobine (Colette Jack) ... Guardameta Ibéricas F.C. (núm.¿1?)
- Eva León (Carmen León) ... Jugadora Ibéricas F.C. (núm. 3)
- Isabel García Oribiyi (Isabel García "Titilola") ... Jugadora afro-mestiza Ibéricas F.C. (núm. 10)
- Luisa Hernán ... Jugadora pelo liso rubio Ibéricas F.C. (núm.2)
- Erasmo Pascual ... Mariano, padre de Loli
- Adriano Domínguez ... Agustín Miranda, el árbitro
- Tito García ... Espectador con bigote
- Rafael Hernández ... Hincha que saca a hombros a jugadoras
- Jesús Guzmán ... Hincha con su esposa
- Venancio Muro ... Manolo, obrero mirón 1
- Francisco Camoiras ... Obrero mirón 2
- Carmen Martínez Sierra ... Madre de Luisa
- José Vivó ... Entrenador del equipo contrario
- Pilar Bardem ... Jugadora rival en banquillo
- Ana María Morales ... Esposa en grada con marido hincha
- Valentín Tornos ... Padre de Piluca
- Mery Leyva (Mary Leyva)
- Luis Barbero ... Hincha con prismáticos
- Luis Induni ... Catedrático
- Ricardo Tundidor ... Compañero en Banco de Federico
- Saturno Cerra ... Árbitro
- Miguel Armario
- Marcial Gómez
- José Morales ... Gutiérrez, el peluquero
- Vicente Haro
- Jacinto Martín
- Rogelio Yate
- José García Calderón (José Gª Calderón)
- Enrique Vivó
- Alejandro del Enciso
- José Félix Montoya (J.Felix Montoya)
- Juan Amigo
- Julián Navarro
- Moncho Ferrer
- Ramón Tejela
- Erasmo Pascual Jr.
- Antonio Ramis
- Manuel Santos
- Alejandro García ... Niño 1 (en la grada con su padre)
- José Ángel Romero ... Niño 2
- Michel Spay ... Niño 3
- Raúl Matas ... Locutor
- Erasmo Domínguez
- Silvana Sandoval (Blanca María Guete) ... Blanca
- María Salerno ...  María
- Antonio Romero ... Hincha de las Ibéricas F.C. 1
- Francisco Romero ... Hincha de las Ibéricas F.C. 2

## Recepción
La película se estrenó en 1971 y recaudó el equivalente a 254.688,94€ y tuvo 1.497.019 espectadores.